# 野澤美博
野澤 美博（のざわ よしひろ、1952年または1953年 - ）は、日本の地方公務員。東京都交通局長や、日本地下鉄協会副会長、多摩都市モノレール代表取締役社長を務めた。

## 人物・経歴
一橋大学社会学部卒業。1978年東京都入庁。1998年東京都交通局経営企画室副参事。1999年東京都総務局災害対策部応急対策課長。2000年東京都総務局統計部人口統計課長。2003年東京都交通局長総務部財務課長。2005年東京都交通局参事。2006年東京都総務局総務部参事、首都大学東京総務部長。2008年東京都交通局参事（特命担当）。同年東京都交通局電車部長。2009年東京都交通局総務部長。2010年東京都交通局次長。2011年東京都交通局長、日本地下鉄協会副会長、日本バス協会理事。2012年多摩都市モノレール代表取締役社長。東京都営交通協力会理事、地方公務員災害補償基金東京都支部審査会委員なども務めた。

## 栄典
2024年4月 春の叙勲で瑞宝小綬章受章